# Out Skerries

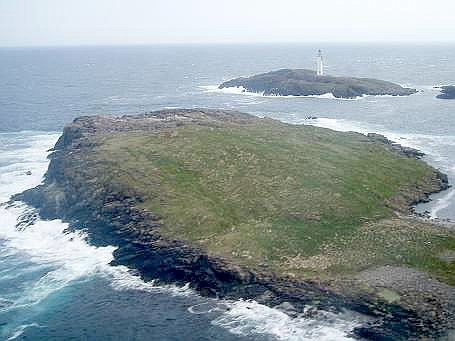
Luchtbeeld van Grunay

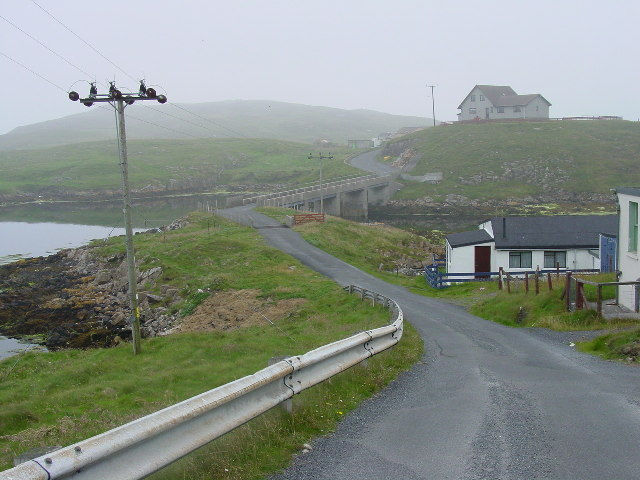
Beeld op de Skerries Bridge die het eiland Bruray op de voorgrond verbindt met het grotere eiland Housay op de achtergrond

De Out Skerries zijn een archipel in Shetland. De archipel ligt ten oosten van de Shetlandeilanden, en maakt deel uit van het Verenigd Koninkrijk. De drie grootste eilanden zijn Housay, Bruray en Grunay. Het meest dichtbijgelegen grotere eiland van de Shetlands is Whalsay. De eilanden Bruray en Housay zijn sinds 1899 met elkaar verbonden via een brug, welke in 1957 is vervangen. In 2003 telden de eilanden 76 inwoners, waarvan de meeste inwoners werkzaam zijn in de visserij.
Op Bruray ligt een kleine luchthaven en zijn er scheepsverbindingen met Lerwick en Vidlin.